# Amaracarpus novoguineensis
Amaracarpus novoguineensis är en måreväxtart som först beskrevs av Otto Warburg och Jacob Gijsbert Boerlage, och fick sitt nu gällande namn av Theodoric Valeton. Amaracarpus novoguineensis ingår i släktet Amaracarpus och familjen måreväxter. Inga underarter finns listade i Catalogue of Life.